# Wat Chamathewi

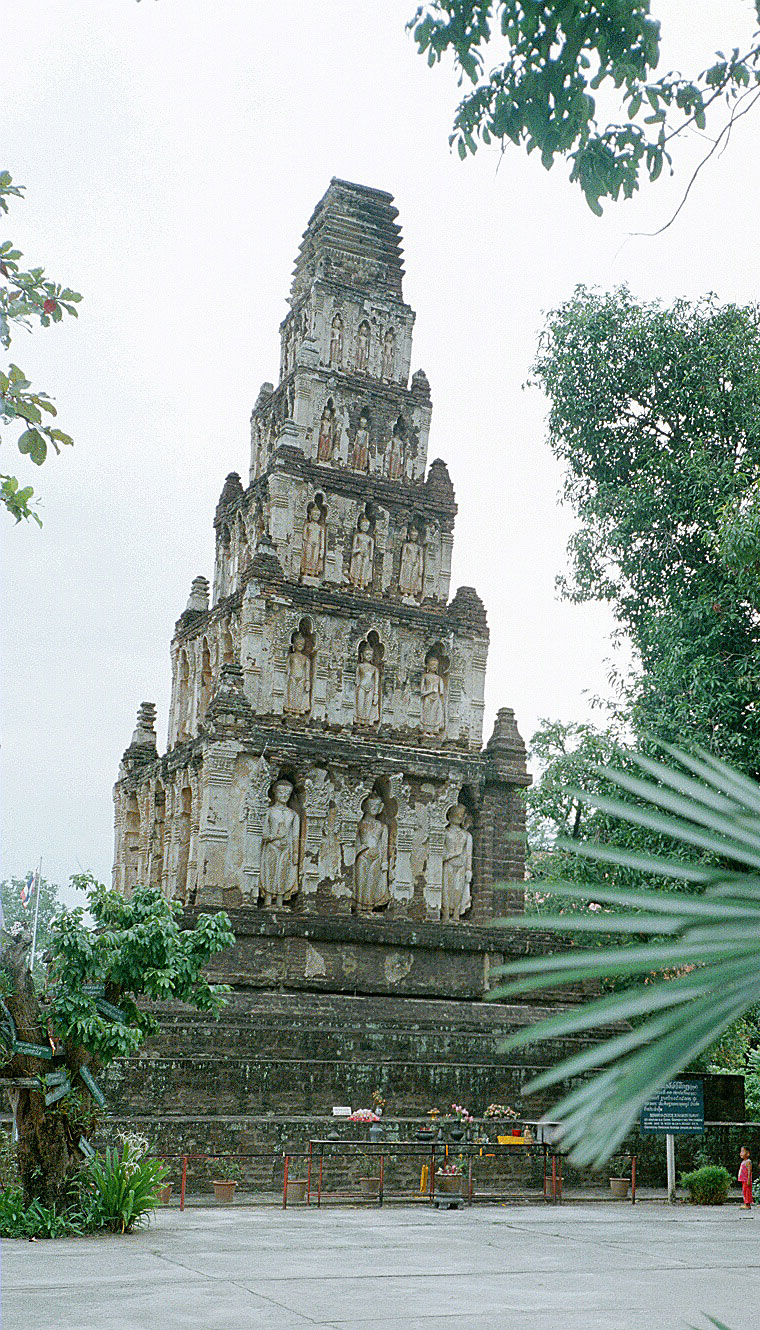
Mahaphon-Chedi im Wat Chamathewi

Wat Chamathewi (auch Chamadevi oder Camadevi; thailändisch วัดจามเทวี, anderer Name: Wat Ku Kut – วัดกู่กุด, auch Wat Kukut) ist eine buddhistische Tempelanlage (Wat) in Lamphun in Nordthailand, das zur Entstehungszeit des Tempels die Hauptstadt des historischen Mon-Königreiches Hariphunchai (Haribhuñjaya) war.

## Lage
Wat Chamathewi liegt etwa einen Kilometer westlich des heutigen Stadtzentrums von Lamphun.

## Entstehungslegende
Die Mon-Königin Cāmadevī (thailändisch Phra Nang Chamathewi) aus Lavo (Lop Buri) befahl der Legende nach einem Bogenschützen, einen Pfeil in Richtung Norden abzuschießen. Dort wo der Pfeil landete, wollte sie einen Tempel gründen.

## Sehenswürdigkeiten

### Der Mahaphon-Chedi
Auf dem Tempelgelände befindet sich eines der letzten Beispiele von Architektur der Dvaravati-Periode: der Mahaphon-Chedi (Pali Mahābala-cetiya, „Stupa der großen Kraft“ oder „der großen Armee“), auch Suwan-Chang-Kot-Chedi (Thai: สุวรรณจังโกฏเจดีย์) genannt. Es ist ein schlanker, 21 Meter hoher, fünfstufiger, pyramidenförmiger Chedi mit quadratischem Grundriss. Er besteht aus Ziegel- und Laterit-Steinen mit Verzierungen aus Stuck. Es ist nicht sicher, wann er erbaut wurde. Einer Legende nach soll er aus dem 7. oder 8. Jahrhundert stammen, nach einer anderen an einen Sieg der Mon-Staaten über die expandierenden Khmer im 12. Jahrhundert erinnern. Nach einer Inschrift in Mon-Schrift vom Anfang des 13. Jahrhunderts soll er 1150 von einem König als Mahābala-cetiya restauriert worden sein. Die heute zu sehende Struktur stammt jedoch wahrscheinlich von einer Restaurierung nach einer Beschädigung durch ein Erdbeben im Jahr 1218.
Der Mahaphon-Chedi diente als Vorlage für ähnliche Bauten an anderen Stellen in Lan Na, wie zum Beispiel im Wat Phrathat Hariphunchai. Auch der siebenstufige „Satmahal Prasada“ in Polonnaruwa (Sri Lanka) wurde wohl von Mönchen der Mon nach ihrem Vorbild errichtet.
Auf jeder Stufe befinden sich je Seite drei Nischen, in denen Buddha-Statuen stehen. Die breite Stirn der Statuen ist typisch für die Dvaravati-Zeit, wie auch weitere Figuren im Nationalmuseum von Lamphun bezeugen.

### Der Rattana-Chedi
Links vom Tempeleingang direkt am modernen Wihan, steht der kleinere Rattana Chedi („Edelstein-Chedi“), welcher ebenfalls von den Mon errichtet wurde. Er ist 11,5 Meter hoch und besteht aus Ziegeln mit Stuck-Verzierungen. Er wurde wahrscheinlich am Anfang des 13. Jahrhunderts von König Sabbasiddhi erbaut.

### Weitere Gebäude
- Der Ubosot liegt im Südwesten des Tempelgeländes. Er steht in seiner eigenen kleinen Einfriedung und besitzt ein sehenswertes Giebelfeld aus geschnitztem Holz. Den Proportionen nach ist er im zentralthailändischen Stil errichtet, das Giebelfeld ist jedoch im La-Na-Stil gehalten.
- Im modernen Wihan gibt es Wandmalereien, die Szenen aus dem legendären Leben von Königin Cāmadevī darstellen.
- Am südlichen Eingang zum Tempelgelände steht ein Denkmal für den in Nordthailand hochverehrten Mönch Khru Ba Siwichai (Thai: ครูบาศรีวิชัย; * 1878, † 1938), der in den 1920er Jahren den Tempel renoviert hatte.

## Eindrücke vom Tempelgelände

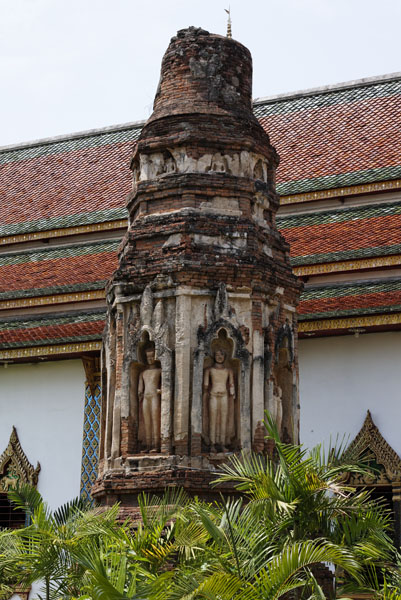
Rattana Chedi
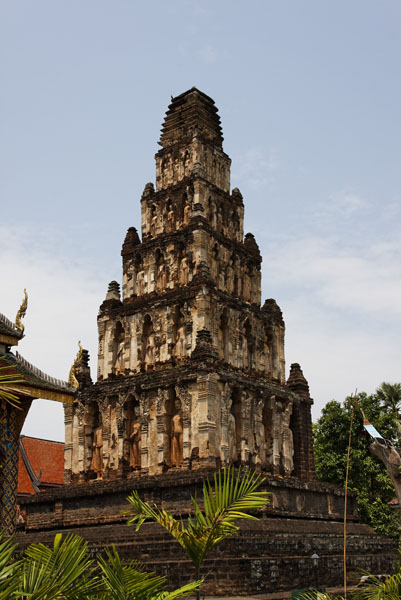
Mahaphon-Chedi
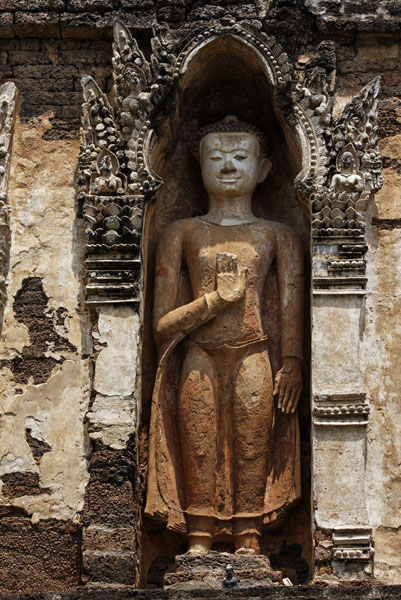
Detail der Mahaphon-Chedi
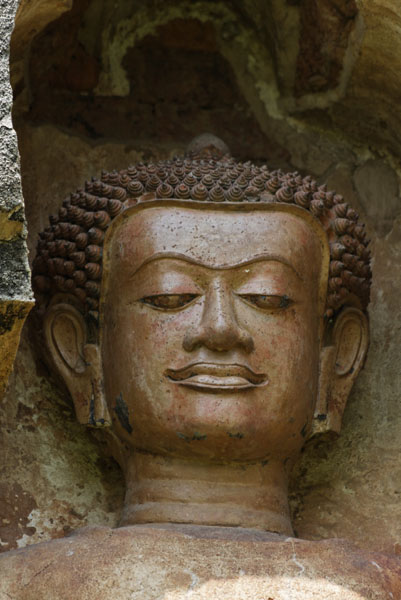
Buddha, Dvaravati-Stil